# Synsepalum zenkeri
Synsepalum zenkeri är en tvåhjärtbladig växtart som beskrevs av André Aubréville och François Pellegrin. Synsepalum zenkeri ingår i släktet Synsepalum och familjen Sapotaceae.
Artens utbredningsområde är Kamerun. Inga underarter finns listade i Catalogue of Life.